# Bleekrodea tonkinensis
Bleekrodea tonkinensis là một loài thực vật có hoa trong họ Moraceae. Loài này được Eberh. & Dubard mô tả khoa học đầu tiên năm 1907.